# بوليفني ديجيتال
بوليفني ديجيتال (بالإنجليزية: Polyphony Digital) هي شركة مطورة لألعاب الفيديو تابعة لشركة سوني كمبيوتر إنترتينمنت، تأسست عام 1998.
من أشهر ألعابها : غران تورزمو (سلسلة)

## ألعاب طورتها
راجع قائمة ألعاب بوليفني ديجيتال

## وصلات خارجية
- الموقع الرسمي